# Arany lombgébics
Az arany lombgébics (Vireo hypochryseus) a madarak osztályának verébalakúak (Passeriformes) rendjébe és a lombgébicsfélék (Vireonidae) családja tartozó faj.
Magyar neve forrással nincs megerősítve.

## Rendszerezése
A fajt Philip Lutley Sclater angol ornitológus írta le 1862-ben. Egyes szervezetek a Pachysylvia nembe sorolják Pachysylvia hypochrysea néven.

## Alfajai
- Vireo hypochryseus hypochryseus P. L. Sclater, 1863
- Vireo hypochryseus nitidus van Rossem, 1934
- Vireo hypochryseus sordidus Nelson, 1898[1]

## Előfordulása
Mexikó nyugati részén honos. A természetes élőhelye szubtrópusi és trópusi lombhullató erdők, száraz szavannák, cserjések és ültetvények. Állandó nem vonuló faj.

## Megjelenése
Testhossza 12-13 centiméter, testtömege 8,5-14 gramm.

## Természetvédelmi helyzete
Nagy az elterjedési területe, egyedszáma ismeretlen. A Természetvédelmi Világszövetség Vörös listáján nem fenyegetett kategóriájában szerepel a faj.